# Shay Garner
Shay Garner (* vor 1970) ist eine Schauspielerin.

## Leben
Garner verkörperte 1970 die Thumbelina (dt.: Däumeline) in dem gleichnamigen Film von Regisseur Barry Mahon. Es folgten weitere wenige Auftritte in Film und Fernsehen, so etwa als Ida Parsons in dem Horrorfilm Humongous von 1982 und als Maggie Sullivan in dem 1986 veröffentlichten Action-Drama Bullies. Seit 1995 trat sie nicht mehr als Schauspielerin in Erscheinung.

## Filmografie
- 1970: Thumbelina
- 1972: Santa and the Ice Cream Bunny
- 1982: Humongous
- 1982: Hard Feelings
- 1986: Unbekannte Dimensionen (The Twilight Zone, Fernsehserie, eine Folge)
- 1986: Träume werden wahr (Flying)
- 1986: Bullies
- 1989: Agentin mal zwei (Double Your Pleasure, Fernsehfilm)
- 1991: Raumschiff Enterprise – Das nächste Jahrhundert (Star Trek: The Next Generation, Fernsehserie, eine Folge)
- 1994: Spenser – Das Drogenkartell (Spenser: Pale Kings and Princes, Fernsehfilm)
- 1995: Baywatch Nights (Fernsehserie, eine Folge)